# Hardau (Fluss)
Die Hardau ist ein etwa 17 Kilometer langer Fluss in der Lüneburger Heide der in den Gemeinden Suderburg und Uelzen das Hardautal durchfließt.

## Geografie

### Verlauf
Die Hardau entspringt in der Nähe des Museumsdorfs Hösseringen. Sie speist den Mühlenteich in Hösseringen und wird im Hardausee aufgestaut. Etwa 4 Kilometer flussabwärts fließt die Hardau über ein Wehr und durch eine stillgelegte Wassermühle. Zwischen Suderburg und Holxen liegen in der Nähe der Hardau einige Fischteiche. In Holxen fließt die Hardau bei der Einmündung des Stahlbaches durch eine weitere Wassermühle und weiter zum Uelzener Stadtteil  Holdenstedt, den sie östlich umfließt, bevor sie nordöstlich von Holdenstedt in die Gerdau mündet.